# Jasmine Thomas
Jasmine Thomas, née le 30 septembre 1989 à Fairfax en Virginie, est une joueuse américaine de basket-ball.

## Biographie
Ses performances à Oakton incluent cinq triple-double, réussissant sur quatre ans le second meilleur total historique en points (2 598), le troisième en passes (504) et en interceptions (519) et le dixième en trois points réussis (124) de l'État. Elle est retenue pour le WBCA High School All-America Game, où elle marque neuf points et prend cinq rebonds et pour le McDonald's, dont elle est MVP avec seize points, neuf rebonds et six passes.
À l'été 2007, elle remporte avec la sélection américaine le Mondial Juniors (9 victoires-0 défaite) à Bratislava. Dans le cinq de départ de toutes les rencontres, elle inscrit en moyenne 7,4 points (44 % à 3 points), 4,1 rebonds, 3,0 passes et 1,0 interception.
Elle choisit Duke, où elle joue avec Krystal Thomas et Karima Christmas, qui sont toutes deux draftées la même année qu'elle. En junior, elle inscrit 16,0 points, 4,3 rebonds, 4,1 passes et 2,8 interceptions et est distinguée également pour sa réussite scolaire (Women’s Basketball Scholar-Athlete of the Year Award). En avril 2010, elle est invitée aux matches de préparation de la pré-sélection américaine.
En senior, elle inscrit en moyenne 15,0 points et 3,8 rebonds en 32 minutes.
Elle est sélectionnée au premier tour de la draft 2011 (12e choix) par le Storm de Seattle, puis est transférée aux Mystics de Washington le 29 avril 2011 dans un échange entre trois équipes. En février 2013, elle est transférée par les Mystics au Dream d'Atlanta avec le 13e choix de la future draft WNBA 2013, contre les 7e et 19e choix, à la satisfaction du coach Fred Williams qui déclare apprécier son style de jeu en phase avec le jeu de transition du Dream : « Elle a un premier pas rapide et les capacités athlétiques pour pénétrer et se fondre dans notre défense qui fait notre réputation».
A Brno, elle aligne en moyenne 11,1 points, 4,6 rebonds et 2,7 passes décisives en Euroligue et 12,2 points, 4,6 rebonds et 2,3 passes en championnat, puis en 2012-2013, elle signe pour le club russe de Tchevakata Vologda. En 23 rencontres de championnat, elle inscrit en moyenne 8,0 points, 3,8 rebonds et 2,3 passes décisives ainsi que 10,7 points, 3,4 rebonds et 3,1 passes décisives en 12 rencontres d'Eurocoupe. Sans club européen la saison suivante, elle signe à l'été 2014 pour le club turc promu d'Ormanspor . En Turquie, ses statistiques sont de 8,1 points, 2,8 rebonds et 2,1 passes décisives, puis s'engage pour 2015-2016 avec le club israélien de Bnot Herzliya.
Pour la dernière semaine de saison régulière WNBA 2016, elle remporte pour la première fois de sa carrière la récompense de joueuse de la semaine de la conférence Est avec 3 succès et des statistiques de 16,3 points (4e de la conférence) et 7,3 passes décisives (1re de la WNBA). Sur la saison, elle finit seconde de la WNBA avec 5,1 passes décisives.
Après la saison WNBA 2016, elle rejoint le club israélien de Ramat Hasharon Electra.
Lors de la saison WNBA 2017, le Sun accède aux play-offs (21 victoires-13 défaites) pour la première fois depuis la saison WNBA 2012. Jasmine Thomas réussit ses meilleures performances en carrière avec 14,2 points avec une adresse de 42,1 % et 40,3 % à trois points, ce qui lui permet d'obtenir une première sélection pour le WNBA All-Star Game.
Pour 2017-2018, elle joue en Turquie avec Ormanspor.
Lors de la saison WNBA 2018, elle inscrit un record personnel de 29 points avec 13 tirs réussis sur 16 le 16 juin mas ne peut empêcher la victoire du Storm de Seattle face au Sun sur le score de 103 à 92. Lors de la dernière journée, elle inscrit 27 points lors de la victoire sur les Sparks qui permet au Sun d'obtenir la quatrième place de la saison régulière.

## Club

### NCAA
- 2007-2011: Blue Devils de Duke

### WNBA
- 2011-2012: Mystics de Washington
- 2013-2014 : Dream d'Atlanta
- 2015- : Sun du Connecticut

## Étranger
- 2011-2012 :  Brno
- 2012-2013 :  Tchevakata Vologda
- 2014-2015 :  Ormanspor
- 2015-2016 :  Bnot Herzliya
- 2016- :  A.S. Ramat-Hasharon
- 2018-19 : CCC Polkowice

## Palmarès
- au Mondial Juniors 2007 en Slovaquie

### Distinctions individuelles
- ACC Tournament MVP 2011
- All-ACC First Team 2011
- All-ACC Defensive Team 2011
- All-ACC Academic Team 2011
- Meilleur cinq défensif de la WNBA 2017[17] et 2018[18].
- Second cinq défensif de la WNBA 2016[19]
- Sélection au WNBA All-Star Game 2017[20]